# Walensee
Walensee är en sjö i Schweiz. Den ligger i den östra delen av landet. Walensee ligger 419 meter över havet. Arean är 24,2 kvadratkilometer. Den sträcker sig 3,1 kilometer i nord-sydlig riktning, och 15,4 kilometer i öst-västlig riktning.
Sjöns största tillflöden är floderna Seez och Linth (över Escherkanalen). Den avvattnas över Linthkanalen till Zürichsjön.
Följande samhällen/kommuner ligger vid Walensee:
- Walenstadt (5 000 invånare)
- Quarten (2 715 invånare)
- Amden (1 557 invånare)
- Weesen (1 402 invånare)
- Filzbach (541 invånare)
- Obstalden (465 invånare)
- Mühlehorn (435 invånare)

Omgivningarna runt Walensee är en mosaik av blandskog, ängar och samhällen.